# بخش بوکارو
بخش بوکارو (به انگلیسی: Bokaro district) یک منطقهٔ مسکونی در هند است که در North Chotanagpur division واقع شده‌است. بخش بوکارو ۲٬۸۸۳ کیلومتر مربع مساحت و ۲٬۰۶۲٬۳۳۰ نفر جمعیت دارد.